# Ekonomski forum u Krynici-Zdróju
Ekonomski forum u Krynici-Zdróju – godišnji, međunarodni susret predstavnika ekonomskih i političkih krugova iz središnje i istočne Europe, koji se svake godine (od 1992.) održava u prvoj polovini rujna. Inicijator tog događaja je Zygmunt Berdychowski, a organizator – Institut za istočne studije u Varšavi. 
Ekonomski frum je napredovao – na prvu konferenciju (1992.) je došlo oko 100 sudionika, većinom iz Poljske. Danas se Ekonomski forum smatra kao najveći i najprepoznatiji događaj na političkoj i poslovnoj razini u središnjoj i istočnoj Europi.
Kao kažu organizatori, glavna misao Ekonomskog foruma je kreiranje povoljne atmosfere za razvoj političke te ekonomske suradnje u Europi.  Svake se godine tijekom Foruma raspravlja o bitnim problemima ekonomske politike, a sudionike Foruma se citiraju u svjetskim medijima.

### Gosti
Među gostima Ekonomskog foruma se nalaze predsjednici, premijeri, europski povjerenici, narodni poslanici, predsjednici najvećih tvrka, stručnjaci, predstavnici lokalnih samouprava i kulture te novinari. U 26. Ekonomskom forumu je sudjelovao preko 3000 gosti iz 60 zemalja – vođa političkog, gospodarskog te društvenog života iz Europe, Azije te Sjedinjenih Država. 
Forum su dosada posjetili npr.:
Valdas Adamkus, José María Aznar, Gordon Bajnai, José Manuel Barroso, Marek Belka, Elmar Brok, Jerzy Buzek, Emil Constantinescu, Massimo D’Alema, Norman Davis, Valdis Dombrovskis, Roland Dumas, Andrzej Duda, Mikuláš Dzurinda, Robert Fico, Vladimir Filat, Jan Fisher, Kolinda Grabar-Kitarović, Alfred Gusenbauer, Dalia Grybauskaitė, Rebecca Harms, Václav Havel, Danuta Hübner, Toomas Hendrik Ilves, Đorge Ivanov, Arsenij Jacenjuk, Viktor Janukovyč, Viktor Juščenko, Jarosław Kaczyński, Ewa Kopacz, Aleksander Kwaśniewski, Bronisław Komorowski, Gediminas Kirkilas, Horst Kohler, Milan Kučan, Vytautas Landsbergis, Thomas de Maizière, Stjepan Mesić, Mario Monti, Leszek Miller, Giorgio Napolitano, Viktor Orbán, Andris Piebalgs, Petro Porošenko, Viviane Reding, Mihail Saakašvili, Jorge Sampaio, Karel Schwarzenberg, Bohuslav Sobotka, László Sólyom, Beata Szydło, Boris Tadić, Mirek Topolánek, Donald Tusk, Vaira Vīķe-Freiberga, Lech Wałęsa, José Luis Zapatero.

### Debate
Tijekom Foruma se održava preko 150 rasprava, razdijeljenih u tematske staze, koje obuhvaćaju najbitnije gospodarske probleme:
- Poslovanje i upravljanje
- Makroekonomija
- Nova ekonomija
- Inovacije
- Energija
- Država i reforme
- Zdravstvena skrb

### Mediji
U Forumu također sudjeluju predstavnici medija iz cijelog svijeta, izvještaji se mogu pročitati u međunarodnim novinskim agencijama, kao što su Bloomberg, AFP, Euronews, Reuters ili TASS te u najvećim novinama: The Wall Street Journal, Die Welt, Kommiersant ili Financial Times.

### Mrežna sjedišta
Ekonomski Forum u Krinjici Zdroj - službene stranice